# Or che il dover - Tali e cotanti sono
Or che il dover - Tali e cotanti sono (K 36 - K6 33i) è un'aria, introdotta da un recitativo, per tenore e orchestra, composta da Wolfgang Amadeus Mozart a Salisburgo nel dicembre 1766, all'età di dieci anni.

## Descrizione
Si tratta di una delle prime musiche composte da Mozart dopo il rientro a Salisburgo, al termine del lungo viaggio che lui e la sua famiglia avevano compiuto presso le corti dell'Europa occidentale a partire dal 1763. Essa fu eseguita il 21 dicembre 1766 presso la corte di Salisburgo, in occasione dei festeggiamenti per l'anniversario della consacrazione dell'arcivescovo Sigismund von Schrattenbach, il cui nome è citato nel testo dell'aria. È dunque una "licenza", ossia una composizione destinata a celebrare una persona importante, presente al momento dell'esecuzione.
La composizione è introdotta da 43 battute di recitativo accompagnato (dai soli archi). L'aria (Tali e cotanti sono) ha la struttura di un'aria con da capo in Re maggiore: la prima sezione è un Allegro in 4/4 (battute 1-95); ad essa fa seguito una brevissima sezione centrale (Se la pietà si canta), un Andantino in 3/8 (battute 96-115); la terza sezione, infine, è identica alla prima.

## Testo
Il testo dell'aria è di un autore ignoto.
Tali e cotanti sono
di Sigismondo i merti,
che i nostri ingegni incerti,
non sanno qual Riv° cor.
Se la pietà si canta,
la giustizia non cede,
ch'ogni virtù, Riv°, siede
in trono nel suo cor.»
(Autore ignoto)